# Off-White
Off-White（Off-White或OFF-WHITE c/o VIRGIL ABLOH）是一家意大利街头潮牌及奢侈品品牌，由美国设计师維吉爾·阿伯拉赫于2012年在意大利米兰创建，专注于设计季节性高階潮流服饰，目前在全球共有24家门店。

## 品牌历史
品牌早期是及于展现"PYREX VISION"的艺术理念而创立，由维吉尔·阿布洛于2012年在意大利米兰创立。

## 联名及品牌合作
Off-White与众多品牌进行过合作，其中较为知名的有与Nike合作的联名鞋款“The-Ten”系列。

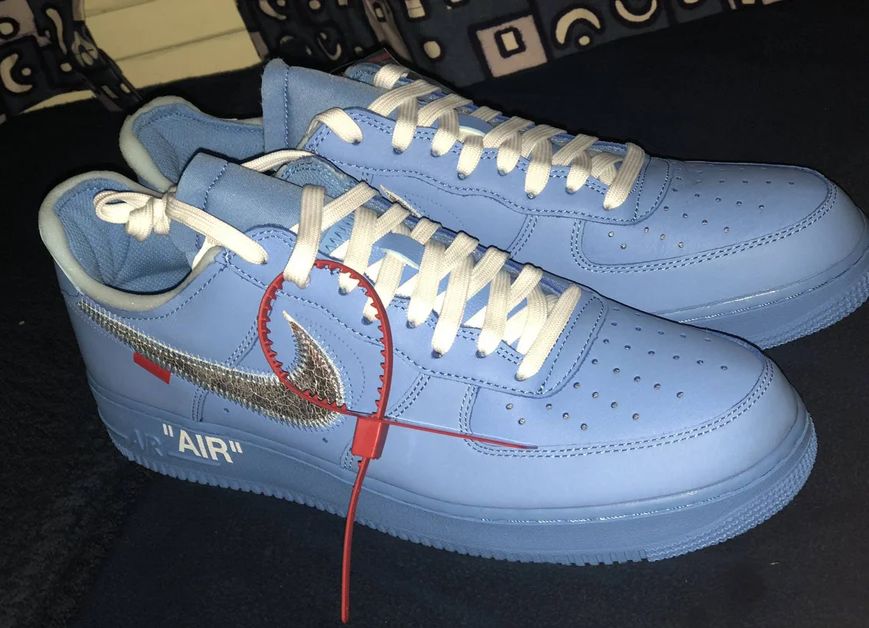
Off-White与芝加哥当代艺术博物馆的联名单品

2017年，與Times Inc. 旗下時尚潮流刊物《InStyle》合作，在美國推出限量 T-Shirt，並於香港 K11 Design Store 限量發售。